# الحويلة
الحويلة هي بلدة مهجورة في قطر تقع في بلدية الشمال. قبل القرن 18 - ربما منذ القرن 16 - كانت أكبر مدينة في قطر قبل أن يهاجر سكانها إلى أماكن أخرى.
تشمل المناطق المجاورة جبل الجساسية ناحية الغرب ورأس لفان ناحية الشرق.

## التاريخ
تذكر السجلات العثمانية الحويلة لأول مرة في 1555. تذكر السجلات أنه في ذلك الوقت، كان يحكم شبه جزيرة قطر محمد بن سلطان بني مسلم من آل مسلم وأنه كان يحكم من الحويلة.
في عشرينيات القرن التاسع عشر، أجرى جورج بارنز بروكس أول مسح بريطاني للخليج العربي. وقد سجل الملاحظات التالية عن الحويلة التي أشار إليها باسم «الحويلة»:
هي المكان الرئيسي على الساحل المطل على بحرين، يسكنها حوالي أربعمائة وخمسين من قبيلة أبو قرة، ولكنها الآن مندمجة مع أوتوبيس. فيها عدد قليل من المراكب التابعة لها وتحتوي على الماء وبعض المؤن من الماشية. يعمل الناس في الغالب كصيادين، أو في تجارة الساحل. هذه إحدى المحطات الرئيسية خلال موسم صيد اللؤلؤ
كما يعكس مسح أجراه المكتب الهيدروغرافي البريطاني في عام 1890 التدهور في الحويلة خلال منتصف القرن التاسع عشر، واصفًا المدينة على النحو التالي:
الحويلة هي مدينة صغيرة وحصن على بعد 6 أميال من شمال غرب ويلز. رأس لفان. يشكل الساحل خليجًا صغيرًا هنا، حيث تمتد الشعاب المرجانية على بعد ميل ونصف من الشاطئ. لديها حصن مربع مرئي 8 أميال. الناس يعملون في اللؤلؤة شيري. في عام 1887 تبين أن المكان مهجور. يُطلق على النقطة الشمالية للخليج الصغير اسم «رأس المارلينا»، بالقرب من الجنوب حيث تجد قوارب اللؤلؤ مأوى لها خلال فترة شمالي. 

## معرض صور

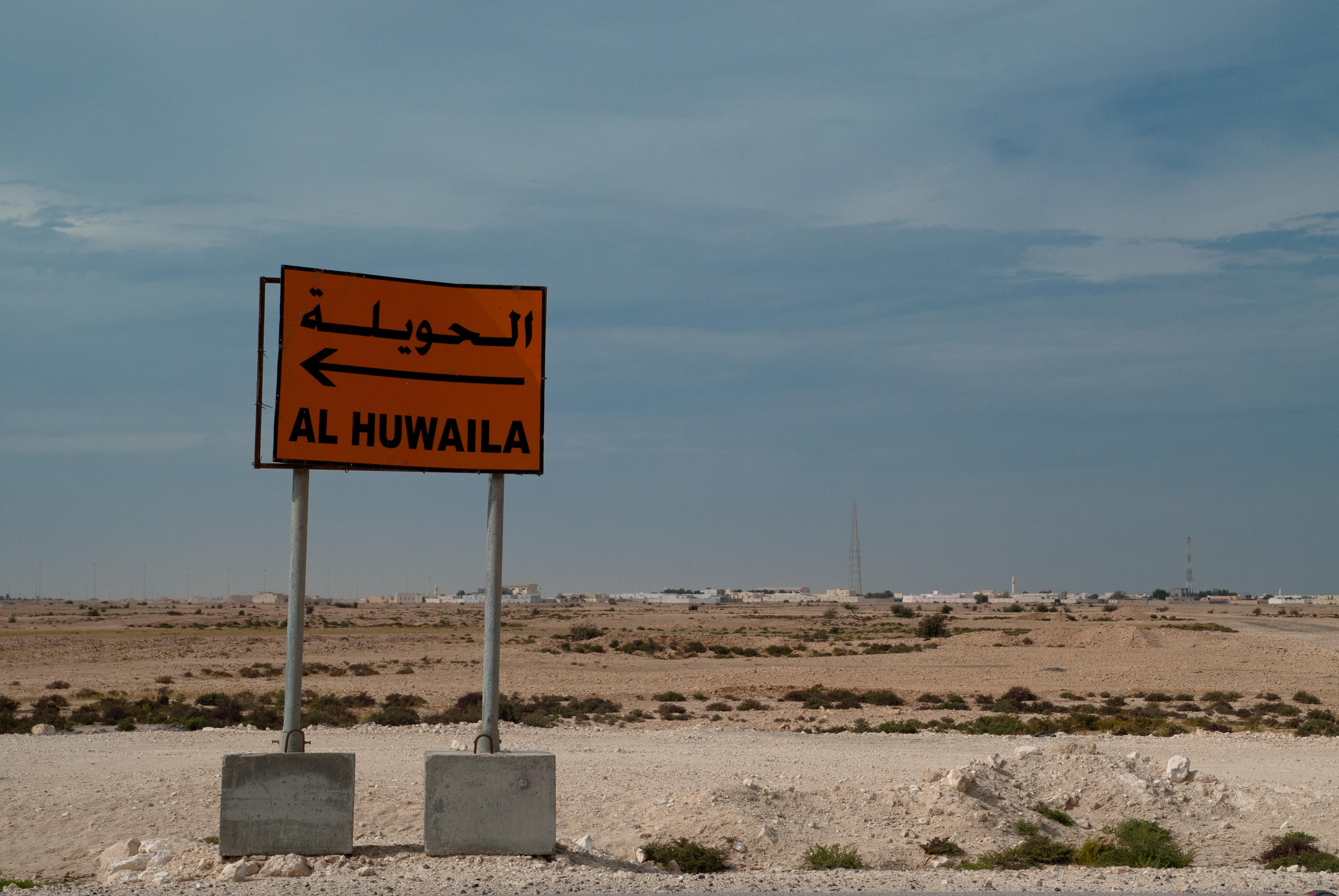
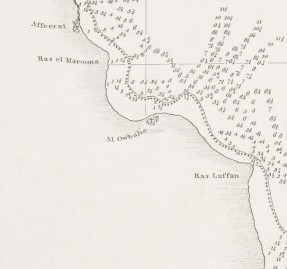
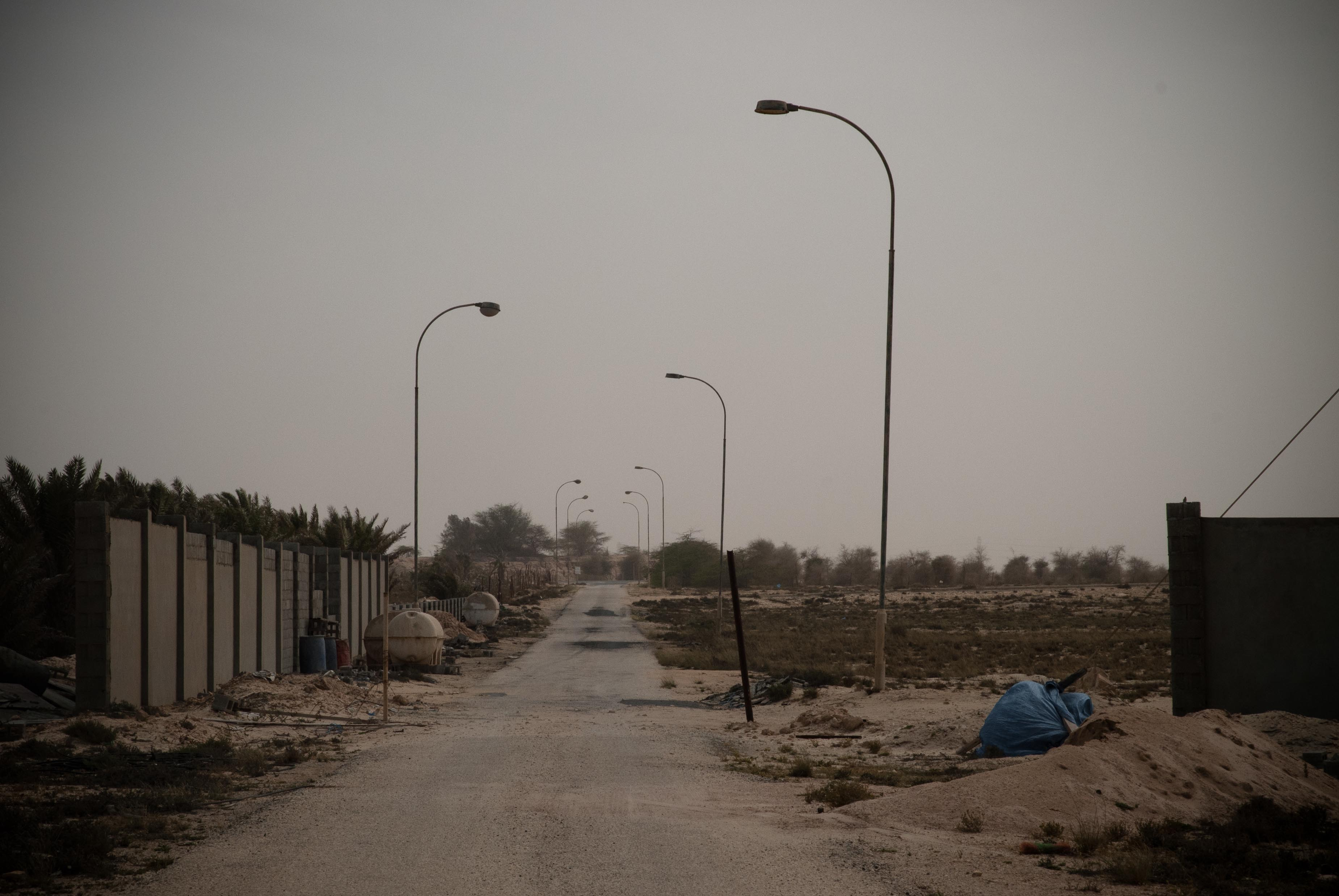